# Joodse begraafplaats (Dordrecht)
De Joodse begraafplaats in Dordrecht, in de Nederlandse provincie Zuid-Holland, is gelegen aan de Nieuweweg (vroeger de Achterweg geheten). De verscholen liggende begraafplaats is niet vrij toegankelijk.

## Geschiedenis
De eerste Joodse begraafplaats in Dordrecht werd aangelegd in 1738 buiten de Sluyspoort. Het bevond zich op de Hoogt, waar tegenwoordig het parkeerterrein van Hotel Dordrecht is. Deze begraafplaats werd in 1871 opgeheven, nadat in datzelfde jaar de nieuwe begraafplaats aan de Achterweg (thans Nieuweweg) werd geopend. De stoffelijk overschotten die niet te diep begraven lagen, werden overgebracht. Pas in 1958 werd de plek volledig geruimd. In 1996 werden op het terrein nog enige stoffelijke resten gevonden. Deze zijn herbegraven op de joodse begraafplaatsen in Strijen, waar een herdenkingssteen is geplaatst, en Rotterdam.
De begraafplaats aan de Nieuweweg is eigendom van het Nederlands Israëlitisch Kerkgenootschap (NIK), maar het beheer is sinds 1999 in handen van de naastgelegen gemeentelijke begraafplaats Essenhof aan de Nassauweg. Destijds werd het traditionele metaheerhuisje gerestaureerd en in 2001 heropend, waarbij eveneens een gedenkplaat werd onthuld. Het huisje, dat werd gebouwd ten behoeve van rituele lijkbewassing, staat op de gemeentelijke monumentenlijst. Boven de deur staat: "Ik dood en maak levend. Deut.:32 Vs.39".
Simon Zadoks kocht de gemeentelijke grond en schonk deze aan de Israëlitische gemeente, zodat zij een nieuwe joodse begraafplaats kon realiseren. Hij deed dit op één voorwaarde: dat er voor hemzelf, zijn vrouw en zijn kinderen en behuwdkinderen een afzonderlijke rij werd gereserveerd.
In 1987 is de Dordtse joodse gemeente bij die van Rotterdam gevoegd. De begraafplaats aan de Nieuweweg is echter nog wel in gebruik, alleen niet vrij toegankelijk.
In 2020 werd de begraafplaats gevandaliseerd, daarbij zijn twee graven beklad.

## Galerij

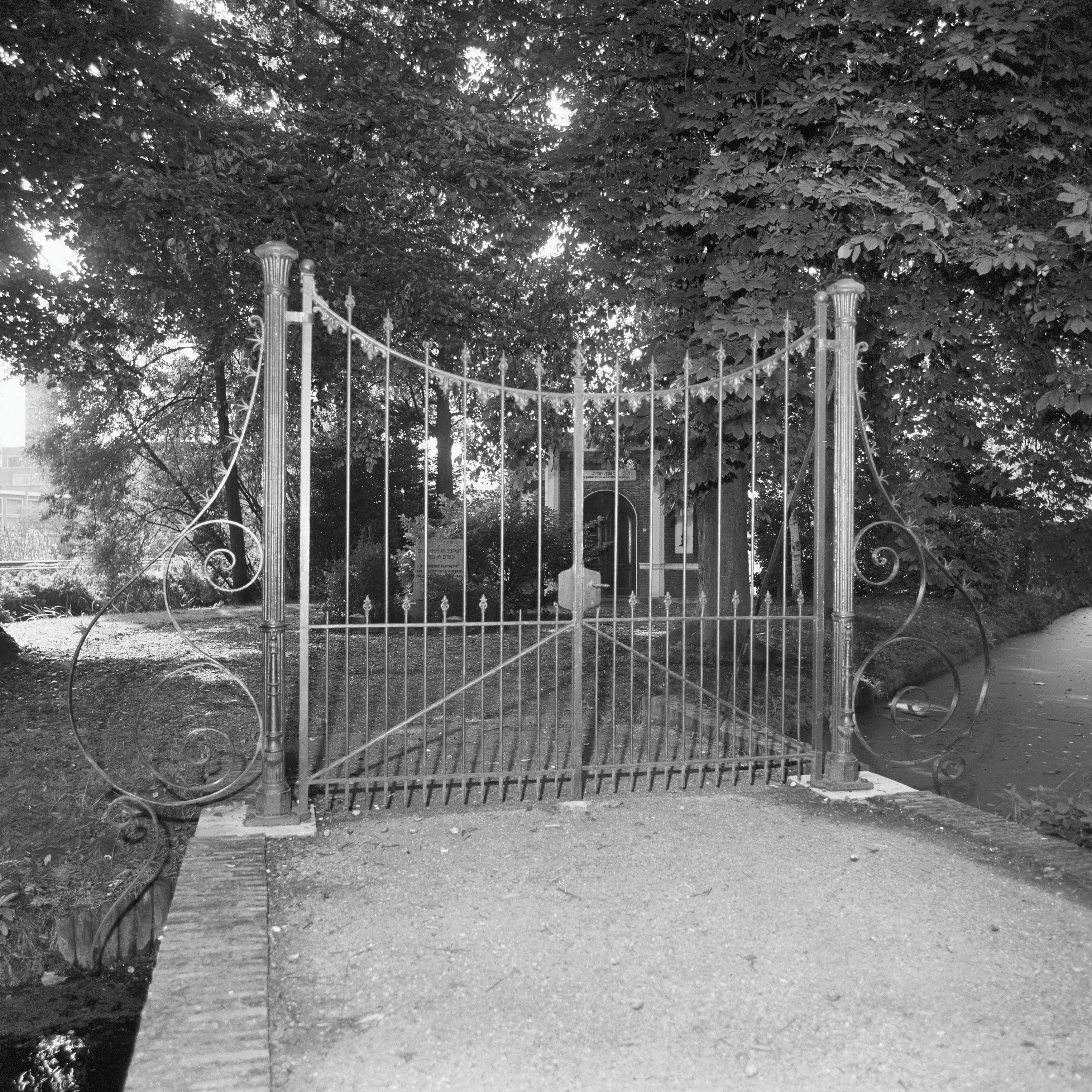
Toegangshek
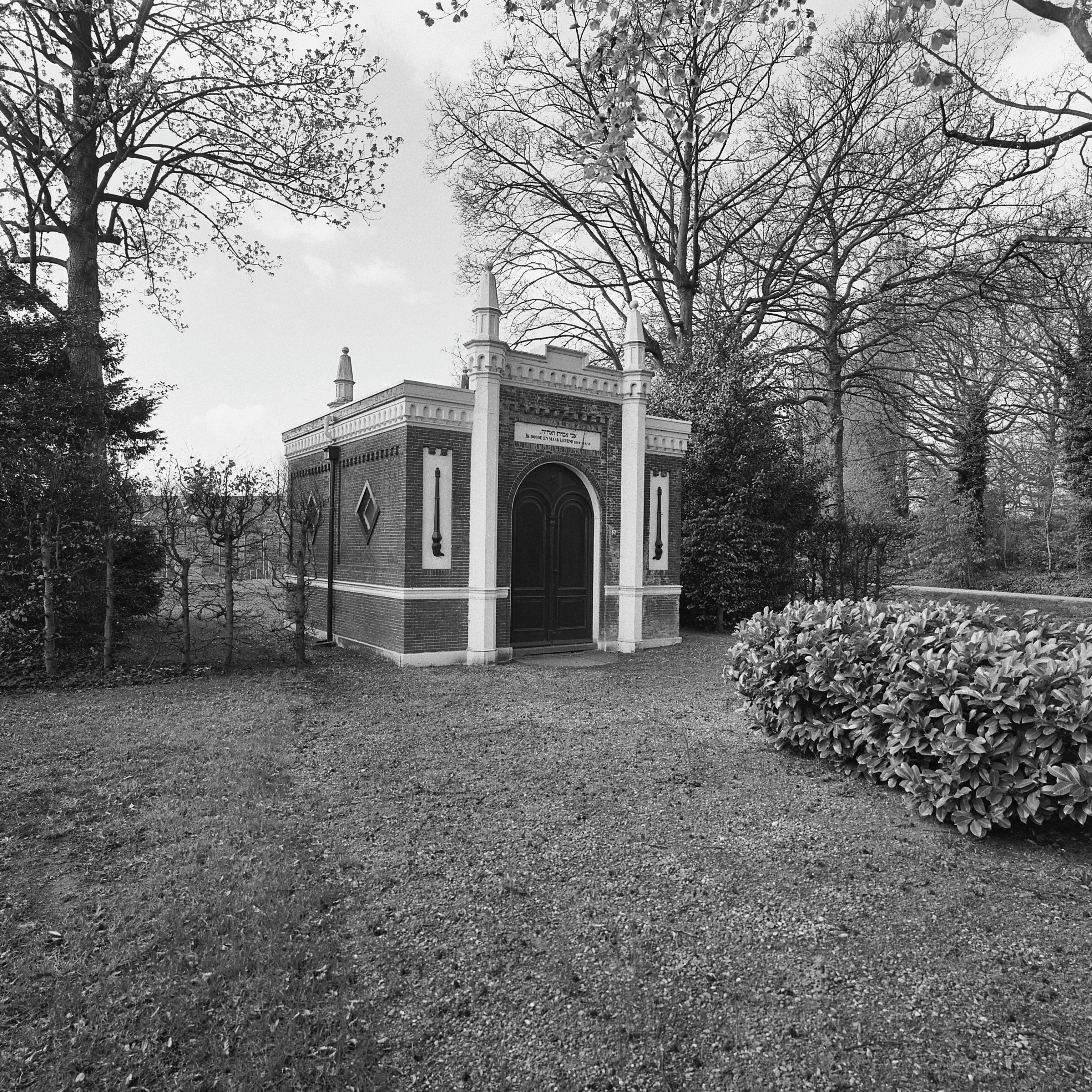
Voorgevel en linker zijgevel van het reinigingshuisje
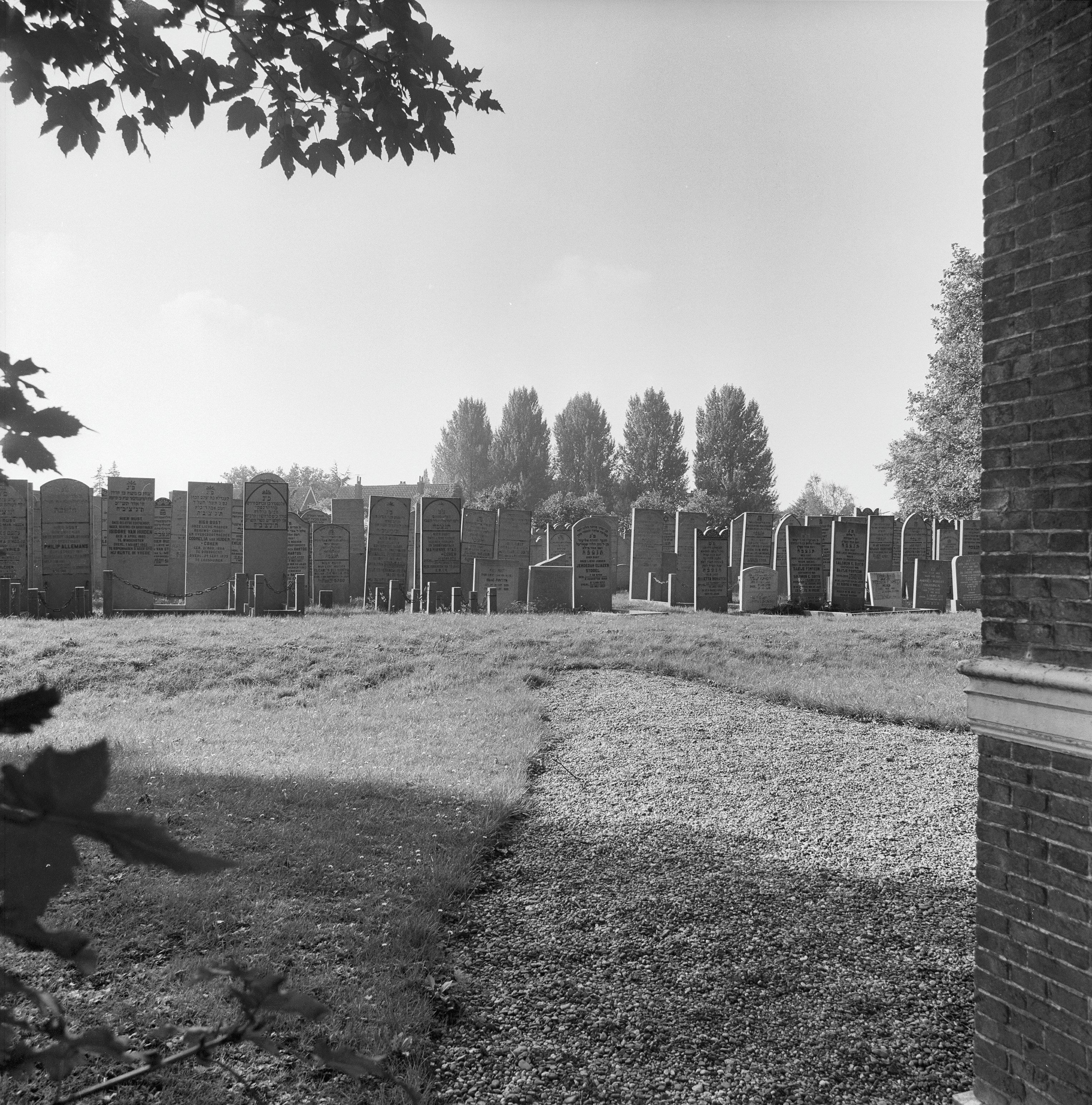
Overzicht begraafplaats
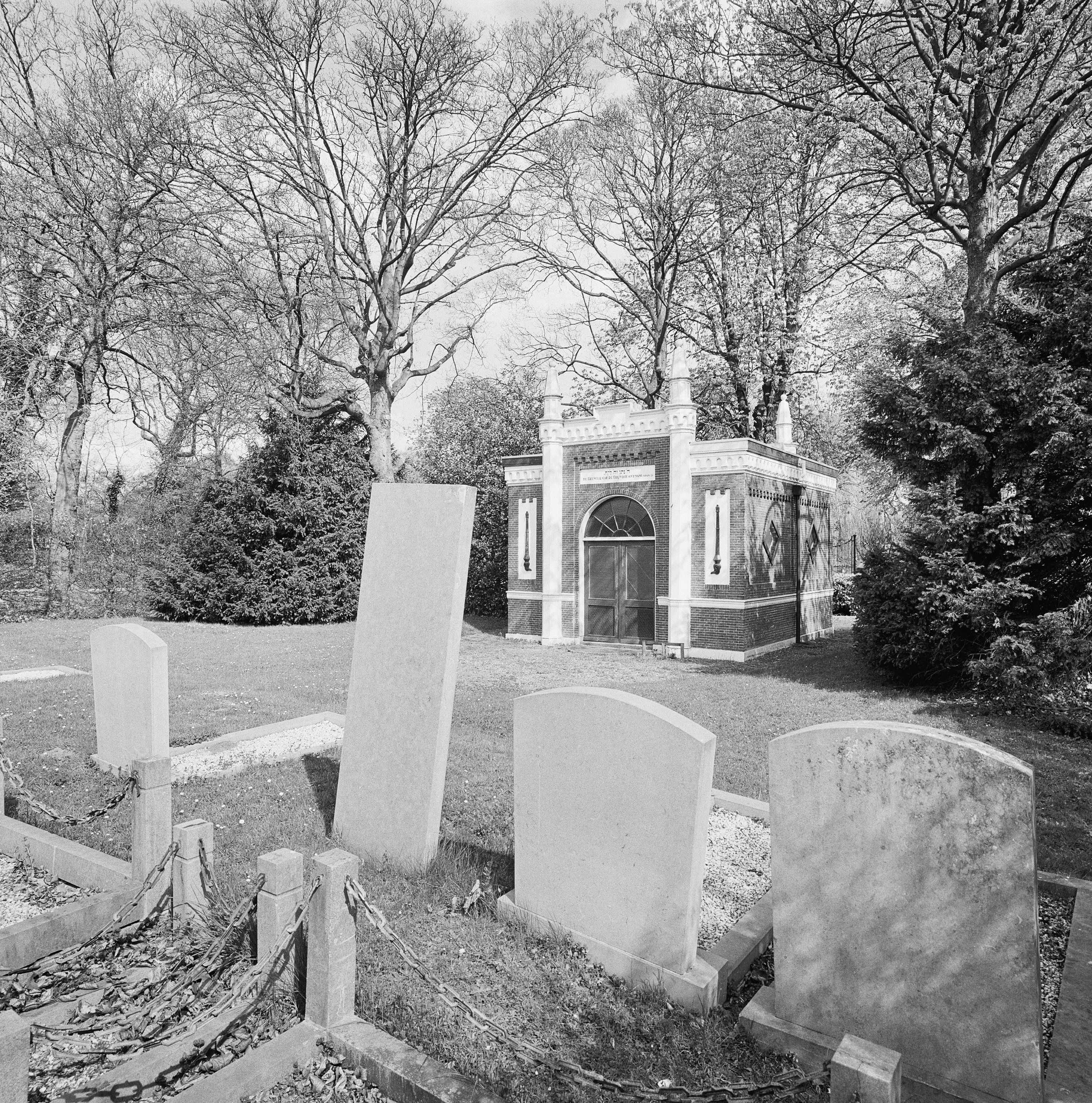
Achtergevel en linker zijgevel van het reinigingshuisje
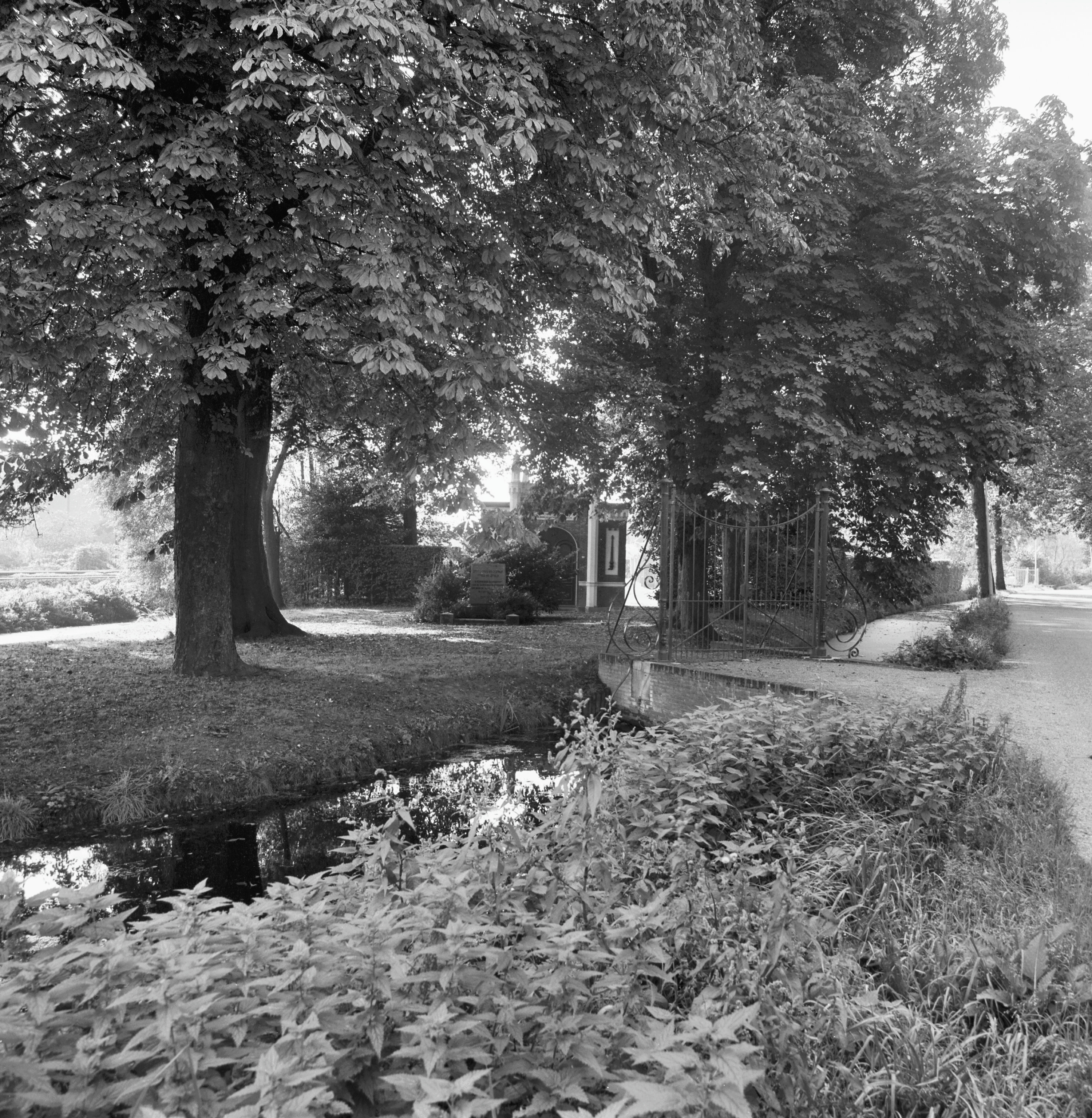
Toegangshek met het reinigingshuisje op de achtergrond

## Graven van bekende personen
- Rabbijn Samuel Dasberg, vader van Simon Dasberg, werd op 4 april 1933 op de Joodse begraafplaats aan de Achterweg (thans Nieuweweg) begraven.[10]